# Augochlora laevipyga
Augochlora laevipyga är en biart som först beskrevs av Kirby 1890.  Augochlora laevipyga ingår i släktet Augochlora och familjen vägbin. Inga underarter finns listade.